# Arthur William Hope Adkins
Arthur William Hope Adkins (* 17. Oktober 1929 in Leicester; † 13. Februar 1996 in Chicago) war ein britischer Klassischer Philologe.
Adkins studierte am Merton College, Oxford, unter anderem als Schüler von Eric Robertson Dodds. Dort war er von 1948 bis 1954 Postmaster, das heißt Empfänger eines Stipendiums. Den B.A. erwarb er 1952, den M.A. 1955 und den D.Phil. 1957. Nach verschiedenen Anstellungen in Großbritannien wurde Adkins 1966 an die Universität Reading berufen, 1974 an die University of Chicago und 1977 dort zum Edward Olson Professor in Classical Languages & Literatures ernannt. Von 1975 bis 1980 war er in Chicago Chairman of Classical Languages & Literatures.
Adkins arbeitete zur archaischen und klassischen griechischen Literatur und Philosophie. Sein Buch Merit and Responsibility über griechische Werte ist ein unumgängliches Standardwerk geworden. Darin verficht Adkins die Grundthese, dass agonale Tugenden und Werte in der griechischen Kultur im Vordergrund standen und Tugenden der Kooperation sich erst relativ spät durchsetzten.
Sein Nachlass wird von der University of Chicago Library verwaltet.

## Schriften (Auswahl)
- (Hrsg., mit Joan Kalk Lowrence, Craig K. Ihara): Human virtue and human excellence. Peter Lang, New York, San Francisco, Bern, Frankfurt am Main, Paris, London 1991.
- (Hrsg., mit Peter White): The Greek polis. University of Chicago Press, Chicago, London 1986 (University of Chicago readings in western civilization, 1).
- Poetic craft in the early Greek elegists. University of Chicago Press, 1985.
- Moral values and political behaviour in ancient Greece: from Homer to the end of the fifth century. Chatto and Windus, London 1972.
- From the many to the one. A study of personality and views of human nature in the context of ancient Greek society, values and beliefs. Constable, London 1970.
- Merit and Responsibility. A Study in Greek Values. Clarendon Press, Oxford 1960.